# Advanta Championships of Philadelphia 1997
L'Advanta Championships of Philadelphia 1997 è stato un torneo femminile di tennis giocato sul sintetico indoor. 
È stata la 15ª edizione del torneo, che fa parte della categoria Tier II nell'ambito del WTA Tour 1997.
Si è giocato al Philadelphia Civic Center di Filadelfia, negli USA dal 10 al 16 novembre 1997.

## Campionesse

### Singolare
Martina Hingis ha battuto in finale  Lindsay Davenport con il punteggio di 7–5, 6–7, 7–6

### Doppio
Lisa Raymond /  Rennae Stubbs hanno battuto in finale  Lindsay Davenport /  Jana Novotná con il punteggio di 6–3, 7–5